# Olaf Arndt (Autor)
Olaf Arndt (* 1961 in Hannover) ist ein deutscher Autor, Performance-Künstler, Blogger und Herausgeber.

## Leben und Werk
Nach dem Abitur am Ratsgymnasium in Hannover schloss er sein Studium an der Leibniz Universität Hannover in den Fächern Literaturwissenschaft und Philosophie ab. Nach 1981 veröffentlichte Arndt Prosa und Lyrik in Underground-Magazinen wie Der Gegner, Minerva und Abwärts. Außerdem gab er das Punk-Fanzine Der 7. Wahn heraus. Mitte der 80er Jahre arbeitete er als Regisseur mit Heiner Müller zusammen. 1985 brachten sie in der Theaterspielstätte Eisfabrik Hannover das Drama Hydra/Medea zur Aufführung, 1987 den Text Gas von Rolf Dieter Brinkmann.
Ab 1987 veröffentlichte Arndt Artikel in Zeitungen und Zeitschriften, unter anderem in der Süddeutschen Zeitung, der TAZ, in den Zeitschriften Art – Das Kunstmagazin und Wolkenkratzer, im Wiener, in Lettre International, WOZ Die Wochenzeitung und Telepolis.
1989 gründete er in Berlin mit Titus Kockel und CFN Werner BBM (Beobachter der Bediener von Maschinen). 1993 begann er mit dem Bildhauer Rob Moonen das Gemeinschaftsprojekt Achse Solitude-Stammheim. Nach zweijähriger Recherche zum Thema Isolationshaft präsentierten sie 1995 die Installation Camera Silens und das Theaterstück Stille Abteilung in der Regie von Hans-Werner Kroesinger in der Parochialkirche.
Von 1998 bis 2000 übernahm er die künstlerische Leitung und das Produktionsmanagement des Themenparks Wissen, Information, Kommunikation auf der Weltausstellung Expo 2000 in Hannover. Ab 2004 hatte er die Projektleitung multinationaler EU-Projekte inne; angefangen bei der Kultur- und Bildungsdirektion EACEA in Brüssel über das Robotik-Cluster EFRE bis hin zum Dorferhaltungsprogramm von LEADER.
Ab Mitte der 2000er-Jahre führte Arndt viele Gemeinschaftsprojekte durch, 2015 mit Tamer Yiğit und Christoph Bach im Theater der Welt in Stuttgart, im selben Jahr mit Michael Farin und Manfred Zapatka bei den Wiener Festwochen und 2009 mit Hans-Werner Kroesinger an der Akademie der Künste in Berlin. Außerdem arbeitete er 2014 mit Barbara Philipp am Schauspiel Hannover zusammen, 2018 mit Lars Rudolph im Biosphärenreservat Flusslandschaft Elbe-Brandenburg und von 2018 bis 2019 mit David Moss in der Kunsthalle Mannheim.
Im Jahr 2020 schrieb Arndt seinen Debüt-Roman Unterdeutschland, der in einer Mischung aus Science-Fiction, Politik und Dystopie über eine terroristische Wolkenverschwörung reflektiert. 2021 veröffentlichte er den Roman Kaisergabel, in dem das so genannte Hannoveraner Straßenwerk von Rudolf Hillebrecht im Fokus steht.
Arndt lebt und arbeitet in Unbesandten. Er ist zudem als Immobilien-Fachmann tätig, unter anderem als Ferienhaus-Vermieter in Peyriac-de-Mer.

## Hörspiele (Auswahl)
- 2005: Olaf Arndt und Michael Farin: Abenteuer Wissenschaft: Demonen – Nicht-letale Strategien. Ein Radio-Stück nach dokumentarischen Gesprächen und Texten von Olaf Arndt und Michael Farin – Regie: Michael Farin (Original-Hörspiel, Dokumentarhörspiel – RB)[12]

## Auszeichnungen

### Preise
- 1993 Karl-Hofer Preis der Hochschule der Künste (HdK), Berlin
- 1994: 1. Preis „Das schönste deutsche Buch 1994“ der Stiftung Buchkunst auf der Internationalen Buchmesse (für Camera Silens), Frankfurt am Main
- 1995: 1. Preis „Das schönste deutsche Buch 1995“ der Stiftung Buchkunst auf der Internationalen Buchmesse (für Buna 4), Frankfurt am Main
- 2016: Denkmalpflegepreis des Landes Brandenburg für BBM e.V.

### Stipendien
- 1991: Künstlerhaus Bethanien Berlin; Werkstipendium des Kunstfonds Bonn e.V.
- 1994: Stipendium der Akademie Schloss Solitude, Stuttgart
- 1994: Stipendium der Barkenhoff-Stiftung, Worpswede
- 1994: Arbeitsstipendium Kulturfonds Berlin

## Veröffentlichungen (Auswahl)
- Kaisergabel. Roman. Mox und Maritz Verlag, Bremen 2021, ISBN 978-3-934790-22-3.
- Unterdeutschland. Roman. Mox und Maritz Verlag, Bremen 2020, ISBN 978-3-934790-21-6.
- Welt in der Hand/The World in Your Hand. Zur globalen Alltagskultur des Mobiltelefons/On the Everyday Global Culture of the Mobile Phone. Beitrag u. a. von Olaf Arndt. Spector Books, Leipzig 2010, ISBN 978-3-940064-96-7.
- TROIA – Technologien Politischer Kontrolle (Hg. von Olaf Arndt). Belleville Verlag, München 2005, ISBN 978-3-936298-57-4.
- Demonen – Zur Mythologie der Inneren Sicherheit. Edition Nautilus, Hamburg 2005, ISBN 978-3-89401-468-1.
- Hyperorganismen (Hg. von Olaf Arndt). Essays, Fotos, Sounds der Ausstellung „Wissen“. Ein Projekt des ZKM im Themenpark der Expo 2000, Hannover. Internationalismus Verlag, Hannover 2000. ISBN 978-3-922218-70-8.
- BBM. Das Modell einer neuen Gesellschaftsordnung. BBM 1995–1999. Internationalismus Verlag, Hannover 1999, ISBN 978-3-922218-69-2.
- Einübungen in den Ausnahmezustand. Gemeinschaftsroman von Olaf Arndt, Tobias Lange, Nils Peters, Mikis Vierath, Ole Wulfers, Büro Haake-Brandt & Alexander Hacke. Herausgegeben von Maria Zinfert im Auftrag der Barkenhoff-Stiftung Worpswede. Internationalismus Verlag, Hannover 1995, ISBN 978-3-922218-60-9.
- BBM. Dieser Wahnsinn muss ein Ende haben – Performances 1991–1994 (Hg. von Olaf Arndt und Johannes Kockel). Internationalismus Verlag, Berlin 1993, ISBN 978-3-922218-50-0.
- Das Unternehmen – BBM, Institut für Konfliktforschung, Gesellschaft zur Förderung innovativer Kunst- und Bildungsformen. Beitrag u. a. von Olaf Arndt. Künstlerhaus Bethanien, Berlin 1991.
- BBM – Bulldozer mit der Fotodokumentation der Performances. Im Grunde sind wir Zeichen. Beitrag u. a. von Olaf Arndt. Internationalismus Verlag, Hannover 1990.

## Ausstellungen
- 1990: Die Verbesserung von Mitteleuropa, Leipzig
- 1991: Blei!, Theaterfestival Freiburg
- 1992: I.a.C.E. (Interactive Communication Experiment), Documenta Stadtprogramm, Kassel; Dieser Wahnsinn muss ein Ende haben, Hannover
- 1994: Einübungen in den Ausnahmezustand, IWKA, Karlsruhe
- 1996: V7 oder Die ganze Kunst der Verdichtung, Tournee mit Robot Wars, USA
- 1997: Das künstlerisch Gewollte zum wirtschaftlich Notwendigen in ein vernünftiges Verhältnis setzen, Berlin
- 2011: exorcising the evil spirits from the Pentagon May 19th 2011, Unbesandten
- 2011: Ausräumen, Museum für angewandte Kunst (MAK), Wien[13]
- 2012: EPKOT, Experimental Prototype Killers of Tomorrow, im Rahmen der Ausstellung Jetlag auf der Hannover Messe
- 2013: Der Antrag, oder Das künstlerisch Gewollte durch vernünftige Beschränkung auf das Wesentliche mit dem wirtschaftlich Möglichen in Einklang bringen, Lüneburg, Leuphana-Universität und Dresden, Motorenhalle
- 2014: Po.W.E.R: Poseidon Welfare Enhancement and Rescue Service, Hannover, Kraftwerk Herrenhausen (mit Schauspiel Hannover)
- 2014: The Application, Kopenhagen, Copenhagen Business School
- 2014: Der Antrag, Dresden, im Rahmen der sichtbetonung 9.2 im Zentralwerk
- 2015: Boom Bubble & Blast, Dresden, Motorenhalle
- 2015: SUPRAMARKT, Unbesandten
- 2018: Wilde Welt Wald, Unbesandten/(Gadow (Lanz)), in Kooperation mit Galerie Divan, Stavenow[14]
- 2018: EPKOT 2018, Experimental Prototype Killers of Tomorrow, Kunsthalle Mannheim